# 아마미 지방
아마미 지방(일본어: 奄美地方)은 북부의 가고시마현 소속 아마미 제도, 아마미오시마, 기카이섬와 남부의 도쿠노섬, 오키노에라부섬, 요론섬을 이루는 지방으로 기상특보, 일기예보 때 자주 사용된다.

## 행정 구역
북부
- 아마미 제도 (가고시마현 소속)
- 아마미오시마
- 기카이섬

남부
- 도쿠노섬
- 오키노에라부섬
- 요론섬